# Tipula terminalis
Tipula terminalis är en tvåvingeart som först beskrevs av Johann Ludwig Christian Gravenhorst 1807.  Tipula terminalis ingår i släktet Tipula, ordningen tvåvingar, klassen egentliga insekter, fylumet leddjur och riket djur. Inga underarter finns listade i Catalogue of Life.